# Neocallichirus mauritianus
Neocallichirus mauritianus is een tienpotigensoort uit de familie van de Callianassidae. De wetenschappelijke naam van de soort is voor het eerst geldig gepubliceerd in 1882 door Miers.